# Piazza San Pietro
Piazza San Pietro è la piazza antistante la basilica di San Pietro.
Posta a margine del centro storico della città di Roma, di cui è un simbolo, la piazza fa parte dello stato indipendente della Città del Vaticano ed è delimitata dal confine con lo Stato italiano; attraverso il rione Borgo che giace a est, i principali accessi sono da via di Porta Angelica o da via della Conciliazione.

## Descrizione

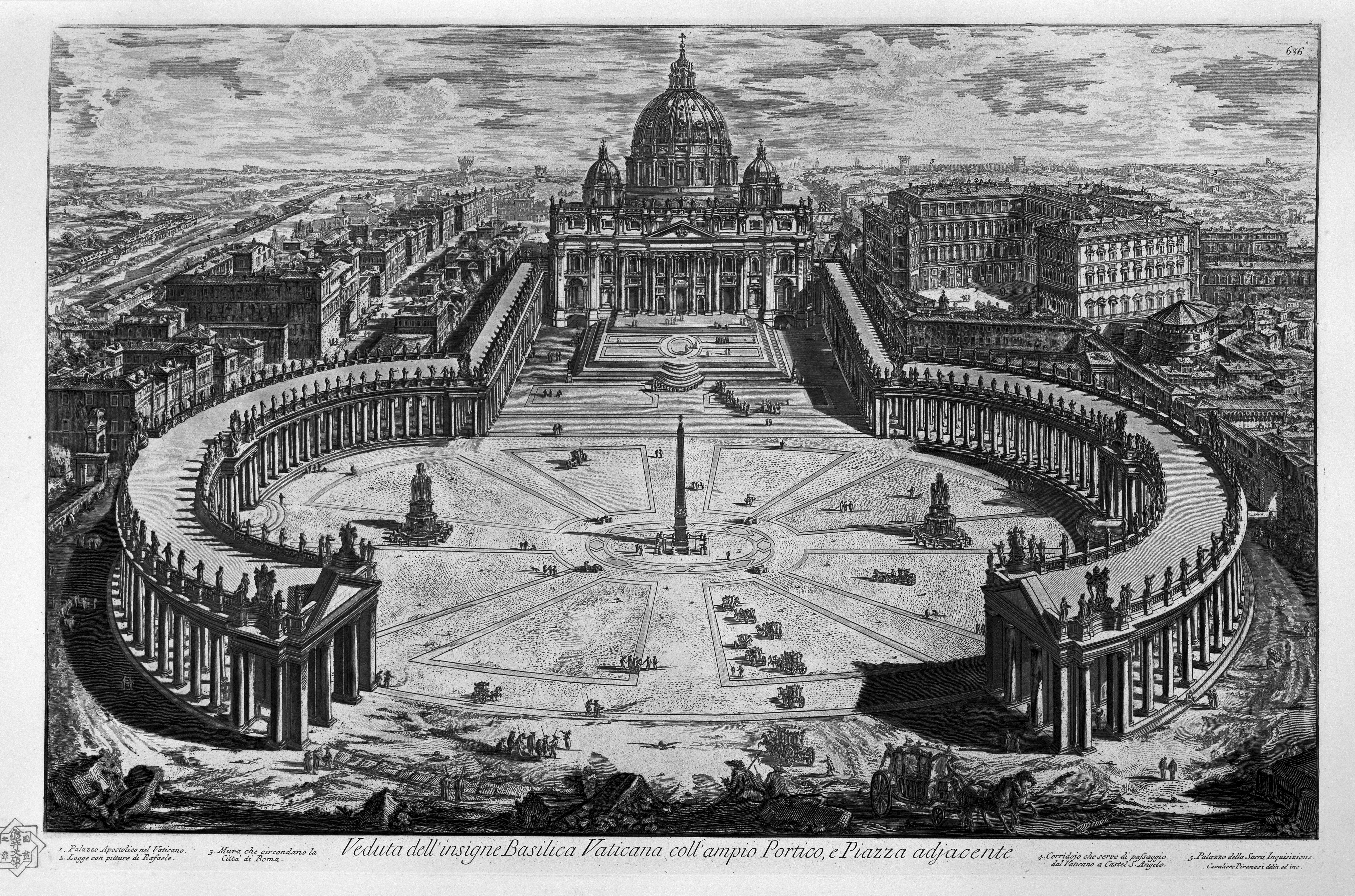
Piazza San Pietro vista da Giovanni Battista Piranesi (1748)

La celeberrima piazza, notevole esempio di architettura e urbanistica barocca, è dedicata all'omonimo santo ed è quotidiano punto d'incontro per migliaia di fedeli cattolici provenienti da tutto il mondo.
Lo spazio della piazza è formato da due parti: la prima, a forma di trapezio rovescio il cui lato maggiore corrisponde alla facciata con specifiche motivazioni prospettiche (annullare la grande distanza tra la piazza e la basilica), con una superficie di 12300 metri quadrati, e la seconda, un ovato tondo (costruzione geometrica elementare che Bernini studia da Sebastiano Serlio, il quale a sua volta riprende dal suo maestro Baldassarre Peruzzi) con l'obelisco egiziano al centro, con una superficie di 35300 metri quadrati.
I due grandi spazi sono unificati da 4 colonnati di 284 colonne e 88 pilastri che sorreggono un architrave continua, coronata da 96 statue in marmo. Nella situazione attuale davanti alla piazza vera e propria troviamo un altro spazio che funge da vestibolo (Piazza Rusticucci, oggi piazza Pio XII) e su cui sbocca in asse, la novecentesca via della Conciliazione.

## Storia

### LaPlatea Sancti Petrifino al XV secolo
La piazza di San Pietro e la basilica retrostante occupano una piccola valle posta tra il colle Vaticano e colle Gianicolo occupata in epoca classica dal Circo di Caligola, dalla via Cornelia e da un'area cimiteriale ora denominata Necropoli vaticana, dove fu posta, secondo la tradizione, la tomba di san Pietro dopo il martirio nel vicino Circo. Per tale motivo nel IV secolo fu eretta su tale area la grande basilica costantiniana. Con tale costruzione venne creata, interrando anche l'area cimiteriale, una vasta spianata chiamata platea Sancti Petri, in parte occupata dalla chiesa, in parte dal quadriportico ed in parte lasciata libera.
Al suo margine nel Medioevo, quando assunse anche il nome di cortina Sancti Petri, nacque il quartiere del Borgo che occupava l'area compresa tra il Tevere e la spianata.
Papa Pio II fece realizzare una scalinata marmorea davanti alla facciata della basilica, completata da due grandi statue di San Pietro e di San Paolo. Fece anche iniziare una loggia per le benedizioni, rimasta incompiuta e attribuita a Francesco del Borgo.
Papa Niccolò V aveva progettato di trasformare l'informe spazio in terra battuta della platea in una piazza porticata all'interno del complessivo riordino dell'area vaticana in cui era impegnato Bernardo Rossellino, regolarizzando nel contempo le tre strade medievali del Borgo che vi afferivano. Il progetto non ebbe seguito immediato.
All'inizio del Cinquecento la piazza (platea Sancti Petri) era all'incirca rettangolare, priva di pavimentazione, con un dislivello di circa dieci metri tra il piede della scalinata che conduceva alla basilica e l'antistante quartiere del Borgo che giungeva al Tevere.

### LaVia Rectao via Alessandrina
Papa Alessandro VI per il Giubileo del 1500 fece aprire la prima strada nuova rettilinea di Roma, fra il ponte Sant'Angelo e il portone del Palazzo vaticano, forse regolarizzando la medievale via porticata, Portica Sancti Petri e traversando la platea con una striscia lastricata, inclinata di circa 6 gradi rispetto all'asse dell'antica basilica.
Per realizzare tale strada fece demolire, con l'aiuto dei pellegrini, la cosiddetta Meta Romuli, una sepoltura monumentale romana a forma di piramide.
Tale asse viario, chiamato dal nome del papa via Alessandrina e più tardi Borgo Nuovo, creava davanti al grande portale di ingresso ai palazzi vaticani una prospettiva di circa 800 metri (il Borgo più l'attraversamento lastricato della platea): si trattava della conferma che Alessandro VI non assegnava un ruolo prioritario alla basilica di San Pietro nel quadro della creazione della cittadella pontificia; egli proponeva invece come riferimento per questa operazione il palazzo, la curia, la residenza del papa.
La Via Recta, o via Alessandrina o Borgo Nuovo, è dunque il primo rettifilo centrato sul portone di un palazzo, come una lunga passatoia che dall'androne di questo entra nella città. Il prototipo alessandrino nasce nell'ambito di un programma che non è architettonico: non si prevedeva, in quegli anni, di ricostruire né San Pietro, né i Palazzi Vaticani secondo un disegno unitario.  Mentre tutto verrà demolito e ricostruito attorno a quel portale, quell'asse non verrà più cancellato: il portone diventa il Portone di bronzo, e la sua immagine rimane impressa già molto prima di arrivarvi; l'atrio retrostante diventa il lungo corridoio del Bernini, allineato in fondo con la Scala regia che conduce alla Sala omonima, da cui si entra nella Sistina da una parte, nell'alloggio del pontefice dall'altra.
Rapidamente intorno a quest'asse il Borgo, precedentemente in stato di abbandono, venne riorganizzato in una commistione di edilizia popolare e palazzi cardinalizi progettati dai più importanti architetti del primo XVI secolo.

### La basilica di San Pietro

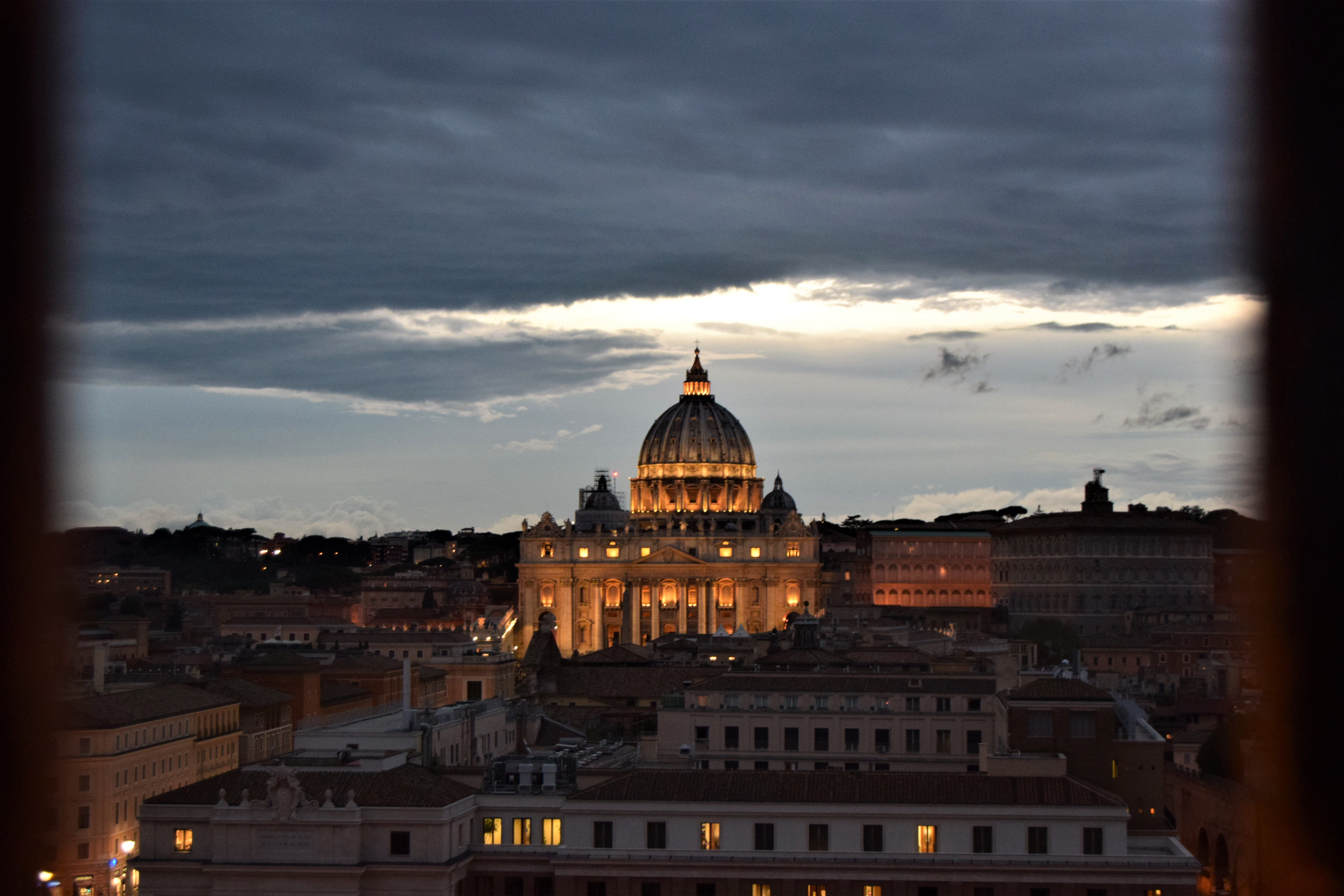
Veduta sulla basilica da Castel Sant'Angelo

Durante il pontificato di Giulio II venne deciso di riedificare completamente la grande basilica, iniziando i lavori dalla parte absidale, tanto che la piazza per oltre un secolo non sarà interessata dal grande cantiere. Tuttavia la lunga storia dei progetti, nell'alternanza tra pianta centrale a croce greca coperta la grande cupola (voluta da Bramante e Michelangelo Buonarroti) e quella a croce latina che si affermerà definitivamente nel clima della Controriforma, determinerà il rapporto con la città della basilica ed in definitiva il futuro assetto della piazza.
La costruzione del grande edificio procedette lentamente, con un lungo elenco di progettisti: Bramante, Raffaello (con Giuliano da Sangallo e Fra' Giocondo), Antonio da Sangallo il Giovane con Baldassarre Peruzzi, Michelangelo, Jacopo Barozzi da Vignola, Giacomo Della Porta con Domenico Fontana, Maderno.

### Interventi sulla platea dal Cinquecento

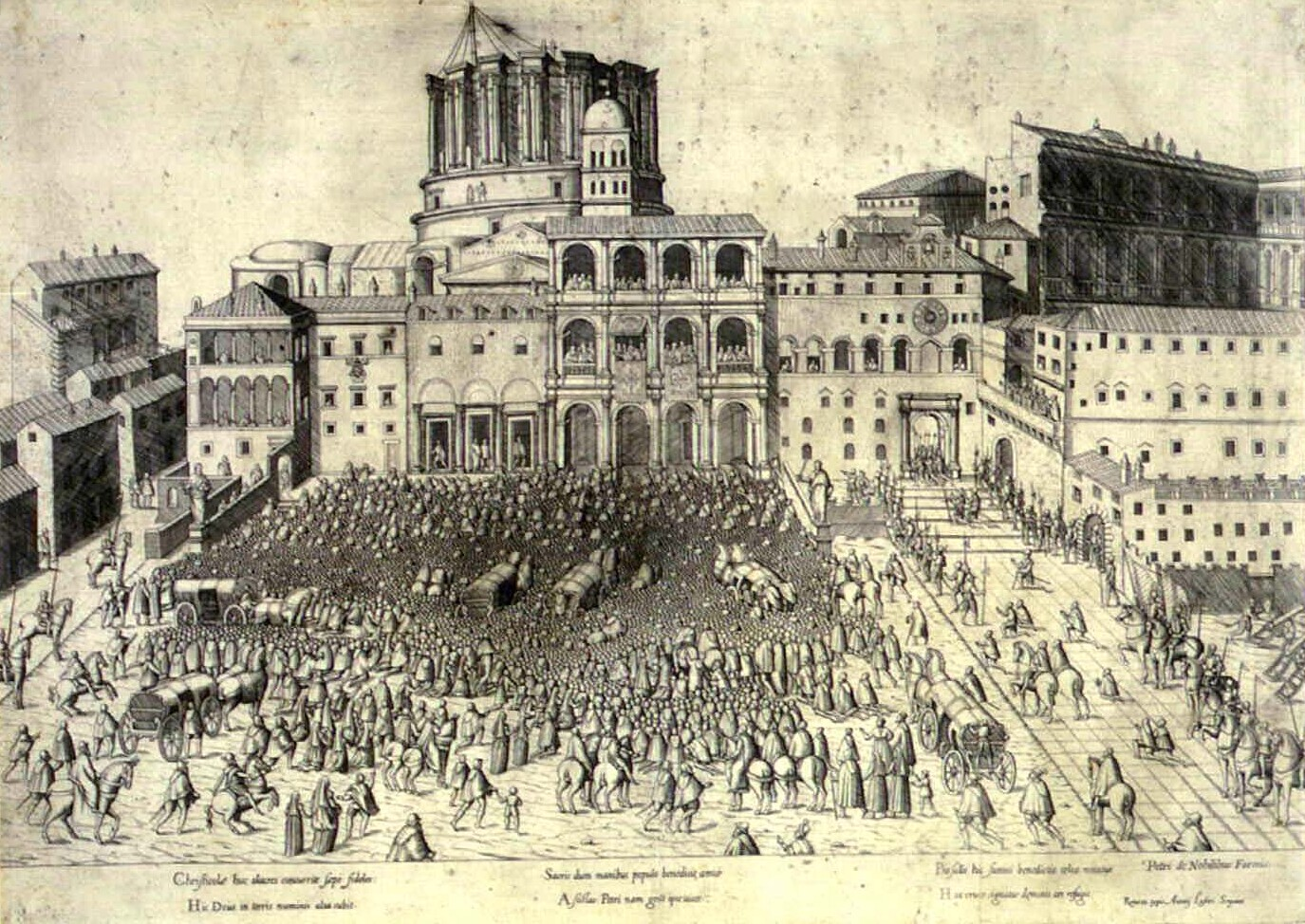
La piazza nel XVI secolo (ante 1586)

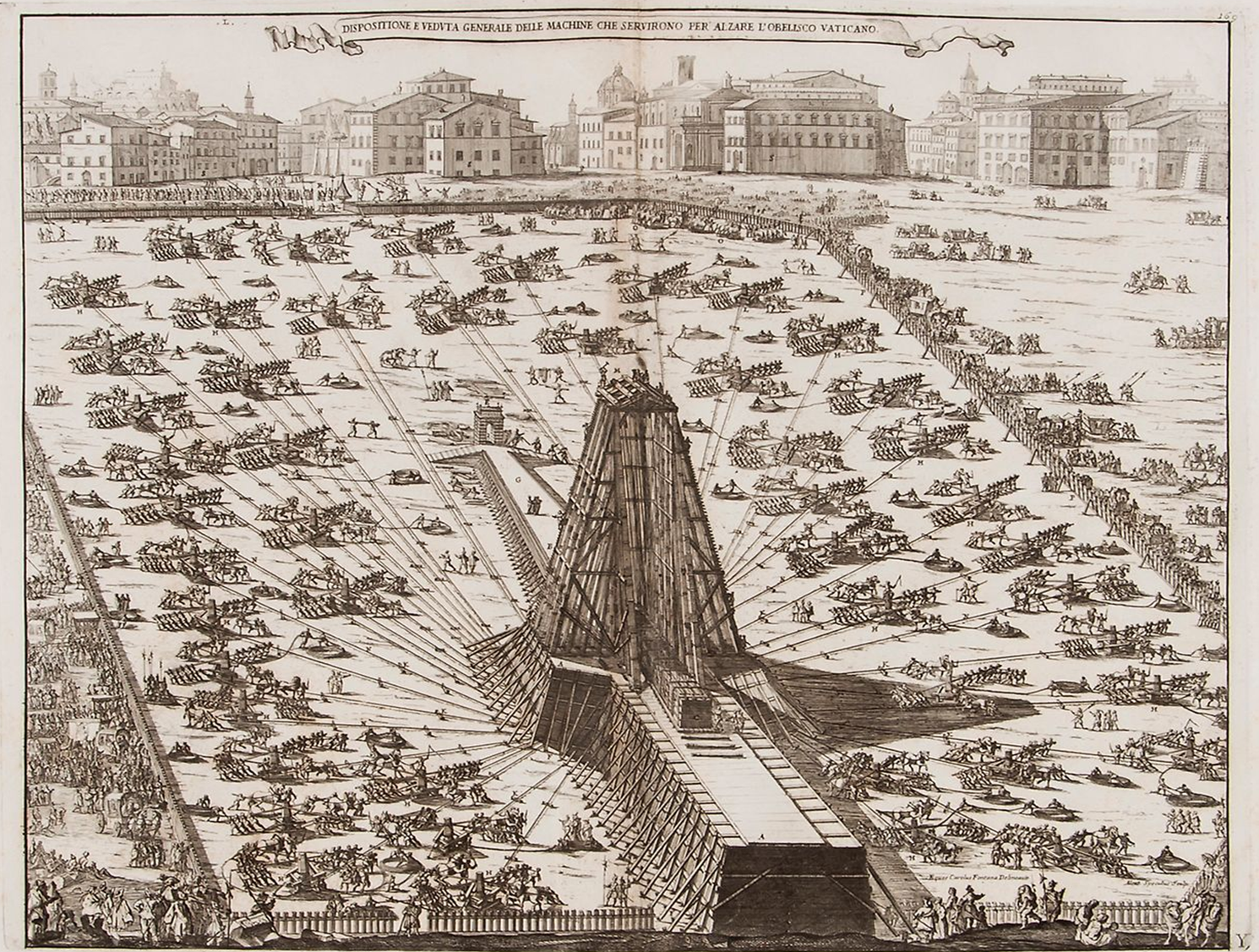
La messa in opera dell'obelisco Vaticano

Durante tutto il XVI secolo la piazza non fu interessata dai lavori di ricostruzione della basilica che erano iniziati dalla parte absidale e che continuava a rivolgere, verso la piazza la vecchia facciata del quadriportico e le varie costruzioni addossate, compresa la loggia delle benedizioni quattrocentesca.
La piazza si presentava ancora senza pavimentazione, salvo la direttrice di via Alessandrina che puntava sull'ingresso al palazzo papale.
Pio IV a metà del Cinquecento allarga la piazza sui lati e apre la Via Angelica, dalla piazza verso Nord.
Papa Paolo III incaricò Antonio da Sangallo per la costruzione della Scala Regia posta all'ingresso del palazzo apostolico dalla piazza e sempre in asse con via Alessandrina; la sua posizione condizionerà poi la realizzazione della piazza di Bernini.
Nel 1586 Sisto V fa trasportare davanti alla basilica, circa a metà dell'intervallo fra il piede dell'antica scalinata e l'isolato di fronte, l'antico obelisco egiziano che scavi archeologici hanno dimostrato risalire al I secolo. Dopo essere stato usato come Meta nel Circo Neroniano, si innalzava, poco discosto dall'edificio, sul fianco sud della Basilica. La posizione dell'obelisco suggerisce che già allora fosse matura l'idea di una grande piazza ordinata sull'asse della basilica.
Quando però, vent'anni dopo, la nuova fabbrica di San Pietro si erse in fondo alla piazza, l'obelisco risultò spostato di 1,56 metri verso nord rispetto al suo asse, perché l'architetto Domenico Fontana, nel trasportarlo e collocarlo, si riferì probabilmente alla basilica costantiniana allora parzialmente ancora in piedi e in uso nella porzione occidentale.  Inoltre, se fosse stato collocato sull'asse dell'edificio nuovo, sarebbe risultato troppo vicino agli isolati a sud della piazza, la cui demolizione venne decisa molto più tardi.

### La questione della piazza
È solo dal Seicento che si pone la questione della piazza. Infatti papa Paolo V, nei primi decenni del secolo fa costruire da Maderno il corpo longitudinale della chiesa rinunciando definitivamente al progetto a pianta centrale di Michelangelo.
È in questa situazione che si passa dalle annose questioni relative all'impianto planimetrico della chiesa, alle questioni relative alla sua facciata ed alla definizione dello spazio antistante.
Il problema era quello di trasformare uno spazio abbastanza indifferenziato, quale era la platea Sancti Petri, in uno spazio monumentale e rappresentativo, direttamente funzionale alla basilica. Mentre, per costruire la navata, si distrugge l'antico quadriportico del Paradiso, si ripropone il problema di soddisfare alle sue funzioni di anticamera di san Pietro, ma più avanti, più all'esterno verso est.
Inoltre adesso i papi guardano dal Quirinale a San Pietro in una prospettiva formale e ideologica diversa da quella che avevano dal Vaticano. San Pietro cessa di essere la grandiosa cappella del palazzo papale e ritorna ad essere una delle basiliche di Roma, ed anzi ormai si concretizza il travagliato progetto, a cui avevano dato avvio Giulio II e Bramante, di fare della chiesa il centro simbolico della cristianità.
La piazza, negli anni seguenti, viene sempre voluta e pensata come chiusa anche per evidente contrapposizione alla precedente platea Sancti Petri, apertissima in ogni direzione.  Comunque l'intervento secentesco comprende in realtà tre parti successive: la navata longitudinale con la sua facciata; la piazza San Pietro interna, «chiusa» ed unitariamente progettata; la piazza Rusticucci esterna, «aperta», vuoto ottenuto senza nessun disegno e «progetto».

### La facciata

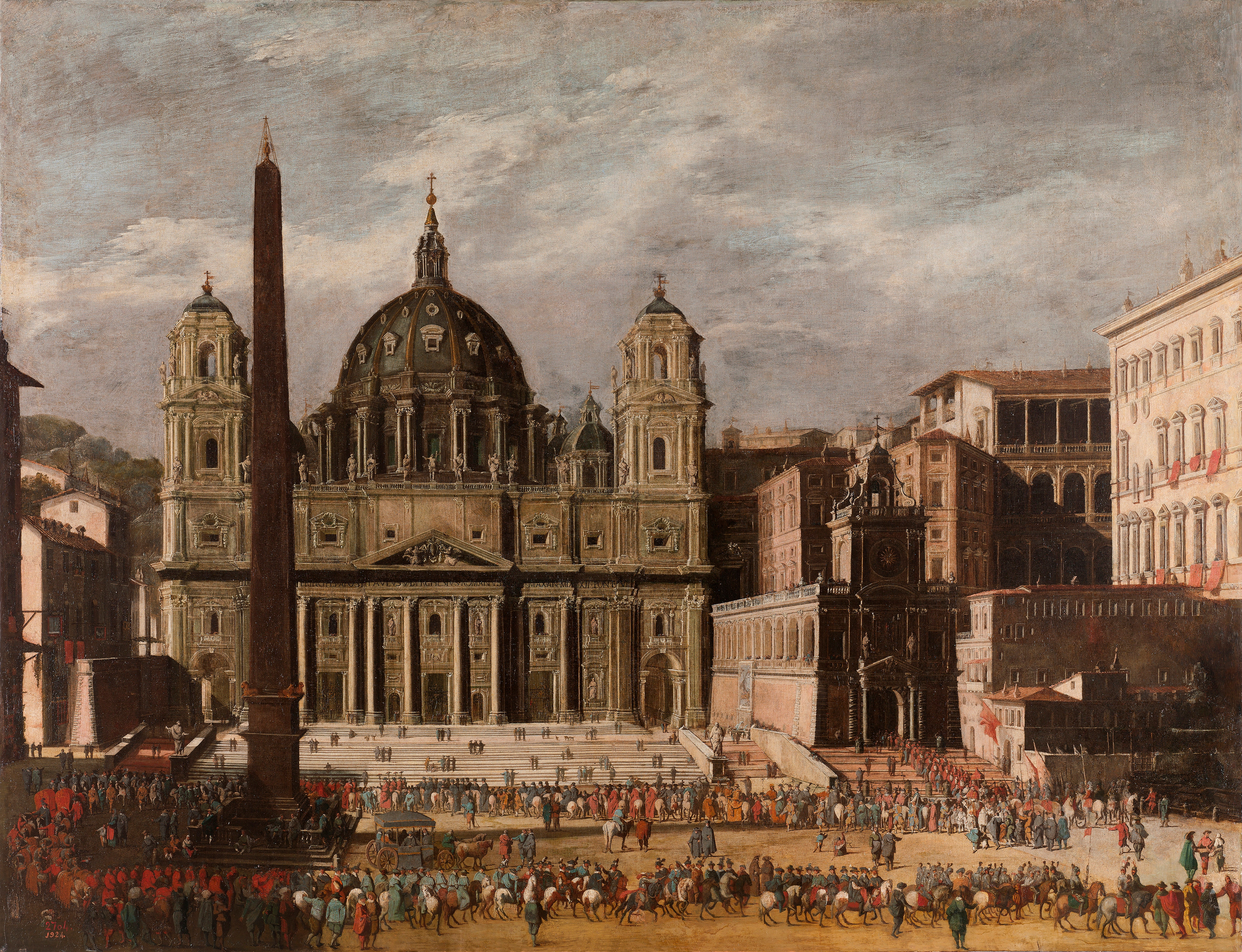
La facciata con i campanili del Maderno mai completati

Subito dopo la navata, Maderno realizzò anche la facciata. II progetto fu scelto nel 1607 con un concorso a cui parteciparono anche Domenico e Giovanni Fontana, Girolamo Rainaldi, Giovanni Antonio Dosio e Ludovico Cigoli.
Maderno ripropose il prospetto disegnato da Michelangelo, compreso l'ordine gigante, reinterpretandolo però su un unico piano prospettico, senza l'avanzamento del pronao centrale.
Si ottenne così una facciata più larga che alta. Dopo che fu sostanzialmente finita si decise di costruire anche due campanili affiancati alla facciata, forse per correggere le sue proporzioni inusuali. La loro costruzione si interruppe nel 1622 e le due torri rimaste incomplete al primo ordine, finiranno per aumentare le dimensioni orizzontali della facciata, tanto che Bernini la definì "quatta".
Nello stesso periodo Martino Ferrabosco adeguò l'ingresso ai palazzi vaticani costruendo un nuovo avancorpo monumentale, marcato da una torre con orologio, sempre sull'asse della via Alessandrina.
Nella prima metà del Seicento anche Bernini provò a delimitare la cupola con due campanili, per dare un maggior rilievo assiale all'edificio, ma le critiche ed il cedimento delle fondamenta gli impedirono di procedere con la costruzione.
Immaginerà poi una diversa soluzione, legata alla risistemazione complessiva della piazza.

### Il primo progetto di Bernini
Quando Bernini affrontò la sistemazione complessiva dello snodo tra il nuovo san Pietro e la città, si trovò a dover conciliare diversi elementi architettonici (come la grande facciata della basilica), urbanistici (come l'asse alessandrino eccentrico rispetto alla facciata), funzionali (come la necessità di ampi portici per ricovero dei pellegrini) e liturgici (relativi alle rituali benedizioni papali). La soluzione di un tale problema non poteva non avere un grande impatto urbanistico.
La prima soluzione elaborata nel 1656 da Bernini fu il progetto di una piazza trapezoidale, per assecondare le preesistenze compresa la torre del Ferrabosco, chiusa tra facciate di palazzi porticati con membrature che prendevano modello dal cortile del Belvedere. Gli edifici rispondevano a modalità costruttive consuete con scarso utilizzo di pietra, anche a presupposti economici e funzionali enunciati dalla Congregazione della Fabbrica di San Pietro, che intendeva vendere o affittare botteghe e alloggi di prestigio affacciati sulla grande piazza.
La soluzione viene comunque rapidamente scartata, probabilmente perché non sufficientemente monumentale e rappresentativa del ruolo liturgico della basilica destinata a diventare sempre di più il centro della cristianità, ovvero perché non si riteneva di poter rispettare i rapidi tempi di realizzazione richiesti dal pontefice.

### Il progetto definitivo

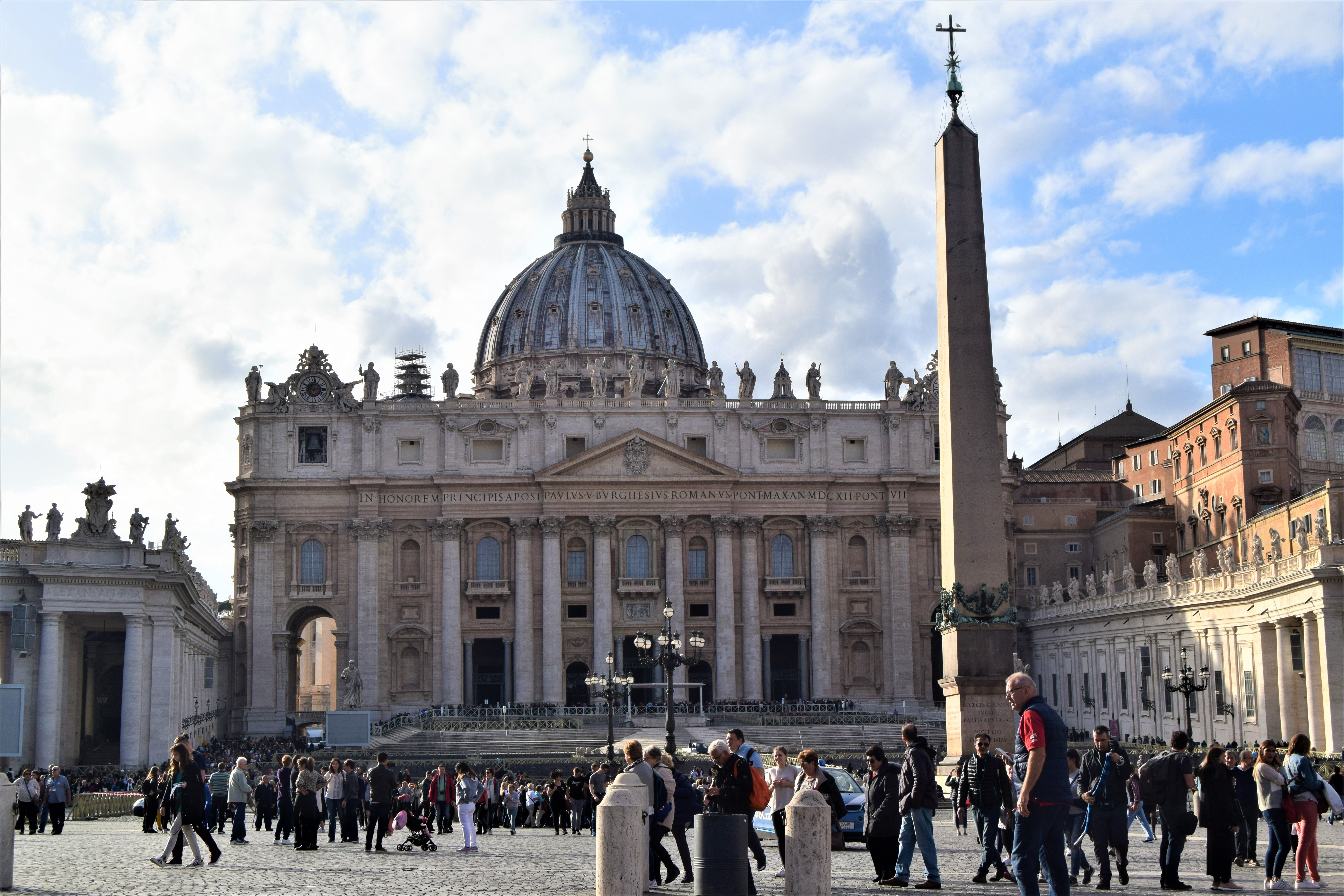
Piazza San Pietro, con vista frontale sull'omonima basilica; si notino le architetture ai suoi lati, che rendono asimmetrica la veduta della piazza

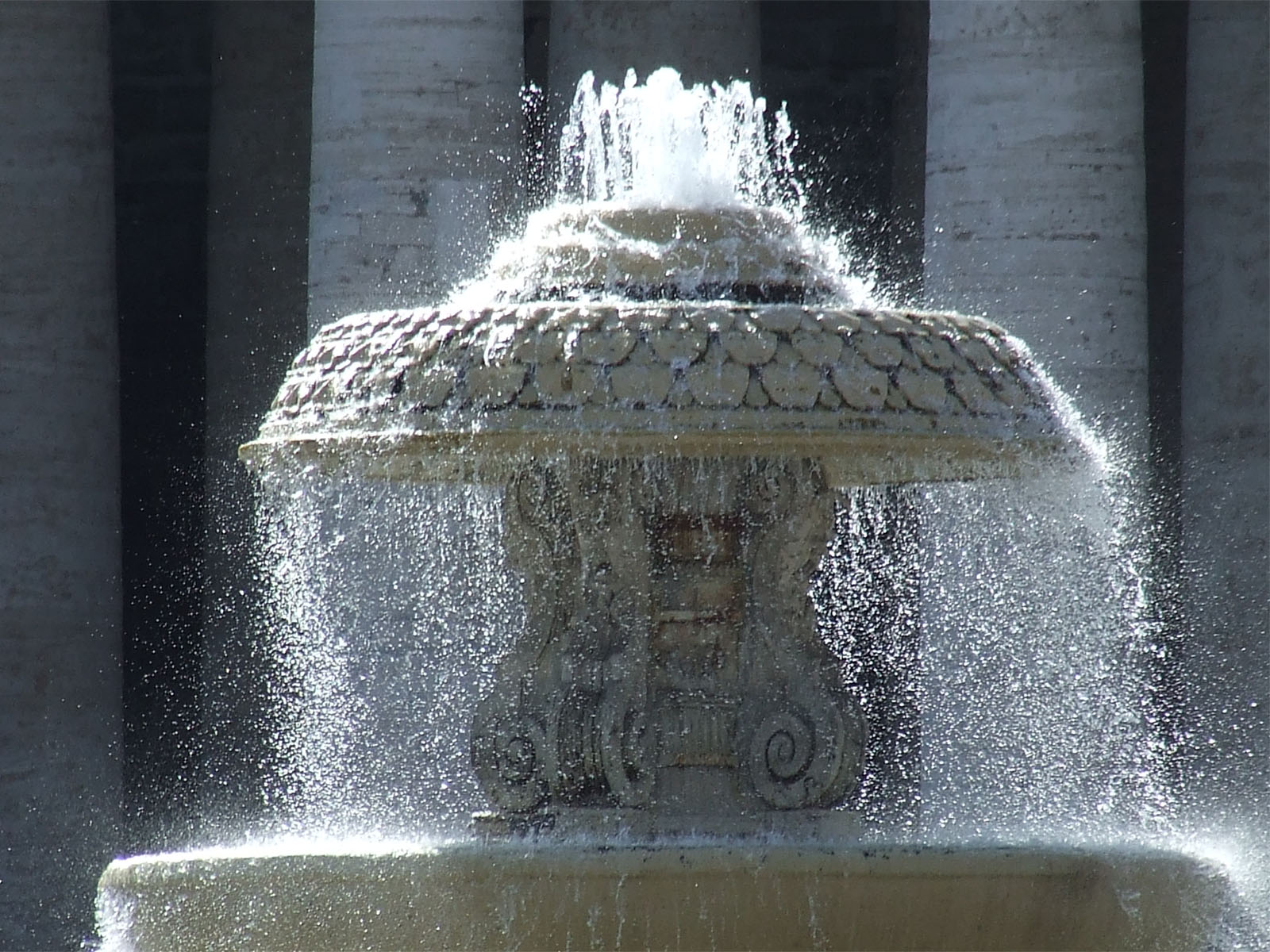
La fontana posta nord

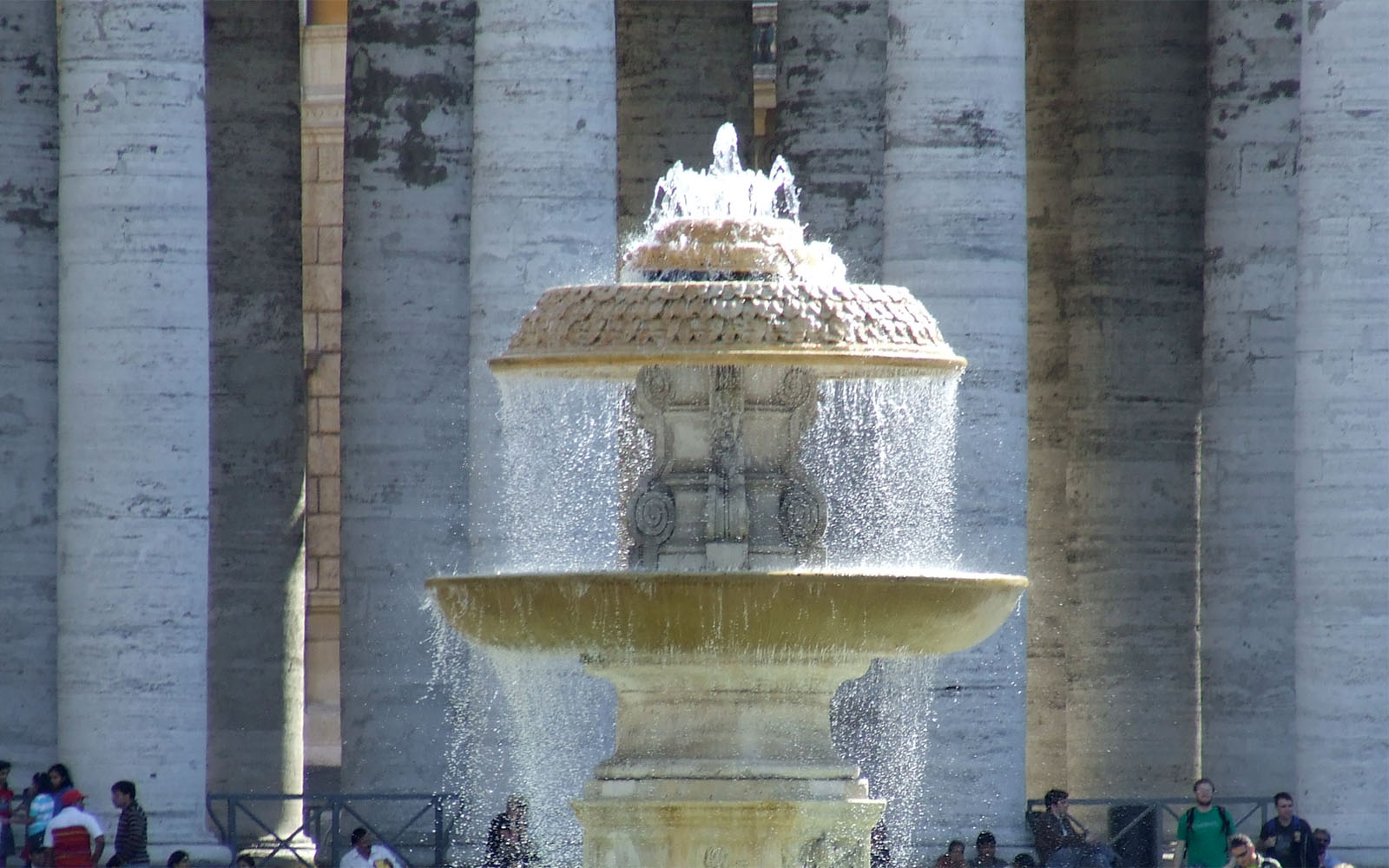
La fontana posta a sud

Così nel 1657 il primo progetto fu sostituito da un altro, inizialmente con porticati liberi con archi e volte su pilastri e colonne a formare un'ampia piazza ad ovato tondo e subito dopo (tra marzo e maggio 1657) con colonnati architravati nel progetto definitivo. La costruzione si semplificava notevolmente rinunciando agli archi che avrebbero reso necessarie molte centine.  Elementi lapidei preparati a piè del cantiere avrebbero invece permesso un processo costruttivo di montaggio assai veloce della struttura trabeata, con lavorazioni prevalentemente a secco.
Il portico, rispondeva anche all'esigenza liturgica della tradizionale processione del Corpus Domini, guidata dal papa attraverso le strade vicine del Borgo e protetta da grandi baldacchini.
In più l'altezza del portico, senza ulteriori costruzioni soprastanti, non avrebbe impedito al popolo la veduta del palazzo residenza del papa e a lui di veder loro e di benedirli.
Decisivo fu l'intervento di papa Alessandro VII Chigi che consente di superare le obiezioni relative ai possibili rientri finanziari legati alla possibilità di edificare edifici sui margini della piazza. Nel ripensare il progetto Bernini dovette comunque destreggiarsi tra il papa stesso e i prelati della Fabbrica, superando intrighi e opposizioni.

#### La piazza retta
Davanti alla facciata Bernini prevede uno spazio a trapezio, la piazza "retta", la cui forma è ottenuta ribaltando simmetricamente la direzione di via Alessandrina rispetto all'asse della basilica.
La divergenza fra le ali fa sembrare più vicina la parete di fondo e al contempo cerca di mediare la necessità di far predominare nella piazza l'asse della basilica (sottolineato dall'obelisco) e nella città l'asse della via Alessandrina, centrata sul portone di bronzo.
Le due ali rettilinee devono però essere svincolate dalla scalinata centrale, essendo il pavimento della nuova basilica 3,2 metri più alto di quello antico, per la decisione presa di realizzare le «grotte vaticane».
La cornice dei tratti porticati finisce esattamente alla quota di quella dell'ordine basso inserito da Maderno nell'ordine gigante michelangiolesco. Si ha così l'impressione di un unico partito architettonico che circonda l'invaso.

#### L'asse architettonico e quello urbanistico
Quello che nella città è l'asse principale (via Alessandrina), nella piazza diventa l'asse secondario, tanto più che si procede alla demolizione della torre di Ferrabosco che sottolineava l'ingresso ai Palazzi Vaticani, in corrispondenza con tale asse urbanistico.
Inevitabilmente Bernini per la prima volta nella storia della piazza impone l'asse della basilica; ma vi conserva dentro l'asse ormai plurisecolare del Borgo Nuovo, anche se completamente nascosto. Non lo evidenzia in alcun modo né il disegno della pavimentazione, né alcuna eminenza scultorea; ma è vero che nulla lo interrompe, e la fontana nell'esedra settentrionale della piazza è tangente all'angolo esterno di questo percorso, proprio per non intercettarlo.
Dovendo però accettare l'obelisco come centro della nuova piazza, Bernini ha dovuto ruotare l'asse maggiore dell'ovale per renderlo parallelo alla facciata, imprimendo così una sensibile deformazione alla parte trapezoidale.

#### Piazza ad ovato tondo
Inizialmente Bernini previde un limitato sviluppo della piazza, per non occupare altra area oltre a quella dell'«insula grande» e rispettare i prospetti delle case ad essa antistanti, con l'intenzione di dimostrare così la netta insufficienza della proposta.
Con le demolizioni, che inevitabilmente deriveranno dalla redazione definitiva del progetto, il quartiere di Borgo cambierà radicalmente; fino ad allora le sue case si erano spinte oltre l'abside di San Pietro sul lato meridionale, tra questo e le mura. Le demolizioni per la piazza lo spaccano quasi a metà. La trasformazione di Borgo corrispose poi anche a un cambiamento di popolazione: da povero il quartiere divenne aristocratico. E diventò probabilmente anche più romano.
Ma perché l'ovato tondo? Perché non era un'ellisse, di più difficile disegno e realizzazione e inconsueto nell'architettura sacra; e perché l'ovato tondo è l'unione di due semicirconferenze che si intersecano nei rispettivi centri unite da due archi di cerchio, figura geometrica notoriamente cara alla Chiesa per via delle sue implicazioni cosmologiche. L'idea dell'ovato tondo di Bernini-Alessandro VII, in forte contrapposizione alla basilica longitudinale, serviva a reggere la spinta della sequenza formata dalla chiesa e dal suo sagrato. Bernini sosteneva opportunamente che «la chiesa di S. Pietro, quasi matrice di tutte le altre doveva haver' un portico che per l'appunto dimostrasse di ricever à braccia aperte maternamente i Cattolici per confermarli nella credenza, gl'Heretici per riunirli alla Chiesa, e gl'Infedeli per illuminarli alla vera fede», dando così una felice immagine del suo intervento ancor oggi comunemente riconosciuta e accettata.
La piazza doveva però essere ricavata in pendio, su cui la posizione dell'obelisco costituiva una quota non modificabile.
Nella primitiva soluzione ad arcate si era pensato di far assorbire il dislivello dal basamento, lasciando l'ordine architettonico orizzontale. Nella soluzione definitiva il colonnato corre su un piano inclinato in modo impercettibile e sollevato di tre gradini uniformi; la sua tessitura, formata da intercolumni uguali, è deformata a parallelogramma da pavimento a soffitto.
Le due ali semicircolari del colonnato sono collegate con il portico della basilica tramite due bracci o corridoi chiusi, con finestre e pilastri. Il braccio meridionale è attualmente utilizzato come sede di mostre ed è comunemente chiamato braccio di Carlo Magno, poiché è unito alla parte terminale del portico basilicale dove si trova la statua equestre di quell'imperatore cristiano. Il braccio settentrionale è chiamato braccio di Costantino ed è famoso per ospitare la Scala Regia.
La scelta del "triplo portico" era legata all'uso processionale, ma era anche un tema evocabile dall'Antico Testamento, dove il cortile del Tempio di Dio viene descritto da Ezechiele come porticus incta portici triplici (Ez 42, 3). Infine, potrebbe evocare il mistero della Trinità.
E la concavità della piazza produce l'effetto «teatro» (così definito nei documenti): quando è piena di gente, permette alla folla di veder se stessa, come in una cavea.
Altri particolari:
- il prospetto a est di Palazzo Nuovo (la residenza papale) si trova ad essere uno dei raggi dell'emiciclo settentrionale;
- la testata libera (quella verso est) dell'emiciclo Nord è parallela al prospetto meridionale dello stesso Palazzo Nuovo.[15]

Il corridoio centrale viene interrotto da risalti con colonne aggettanti, che spezzano la linearità dell'emiciclo; dietro ad esse vi sono dei pilastri, ma al centro dell'emiciclo l'interno del corridoio risulta scorciato, a differenza delle colonne perfettamente allineate. Con la posizione delle fontane, che si frappongono tra l'osservatore e gli avancorpi, Bernini dissimula l'incongruenza (la fontana a nord era stata rinnovata dal Maderno, quella "gemella" a sud fu fatta da lui stesso, con Matthia De' Rossi).
La lunga teoria delle 162 statue di santi – ognuno in corrispondenza di una colonna, come tante singole colonne trionfali – rappresenta la «ecclesia triumphans» in relazione alla «ecclesia militans» cioè la folla dei fedeli in preghiera nella piazza. Le dimensioni delle sculture – realizzate da collaboratori di Bernini sotto la sua supervisione, con modelli dal vero provati sulla piazza – sono esattamente la metà di quelle sulla facciata della basilica, rappresentanti i dodici apostoli e un Gesù di mano berniniana (la cui croce è sulla retta di quella della cupola retrostante e di quella dell'obelisco antistante).
Dimensioni: 198 × 148 metri.

#### Piazza Rusticucci
Subito a Ovest del colonnato fu demolito l'ultimo isolato tra la via Alessandrina e il Borgo Vecchio. Tra l'altro fu demolito il Palazzo Branconio Dell'Aquila di Raffaello. Alcuni stabili che affacciavano sulla piazza includevano la struttura originaria della chiesa di San Lorenzo in Piscibus. L'ingente e complessa manomissione della forma urbana fu risolta realizzando un ulteriore spazio destinato a essere il punto di raccordo tra l'asse urbanistico proveniente dalla città e l'asse architettonico del grandioso sistema della basilica e della piazza.
Il contributo di piazza Rusticucci alla riuscita dell'insieme era dunque determinante: non solo creava la distanza prospettica necessaria per ritrovare la cupola al di sopra della facciata, ma permetteva di vedere anche la piazza e il portico, di cogliere questo spazio vuoto anteposto e strettamente congiunto al resto. La piazza non era perfettamente simmetrica rispetto a San Pietro, perché il suo lato nord, ricalcato su via Alessandrina, era allineata con il portone di bronzo dell'ingresso al palazzo apostolico.
Dopo lo sventramento piacentiniano è stata sostituita dalla simmetrica piazza Pio XII, termine di via della Conciliazione.

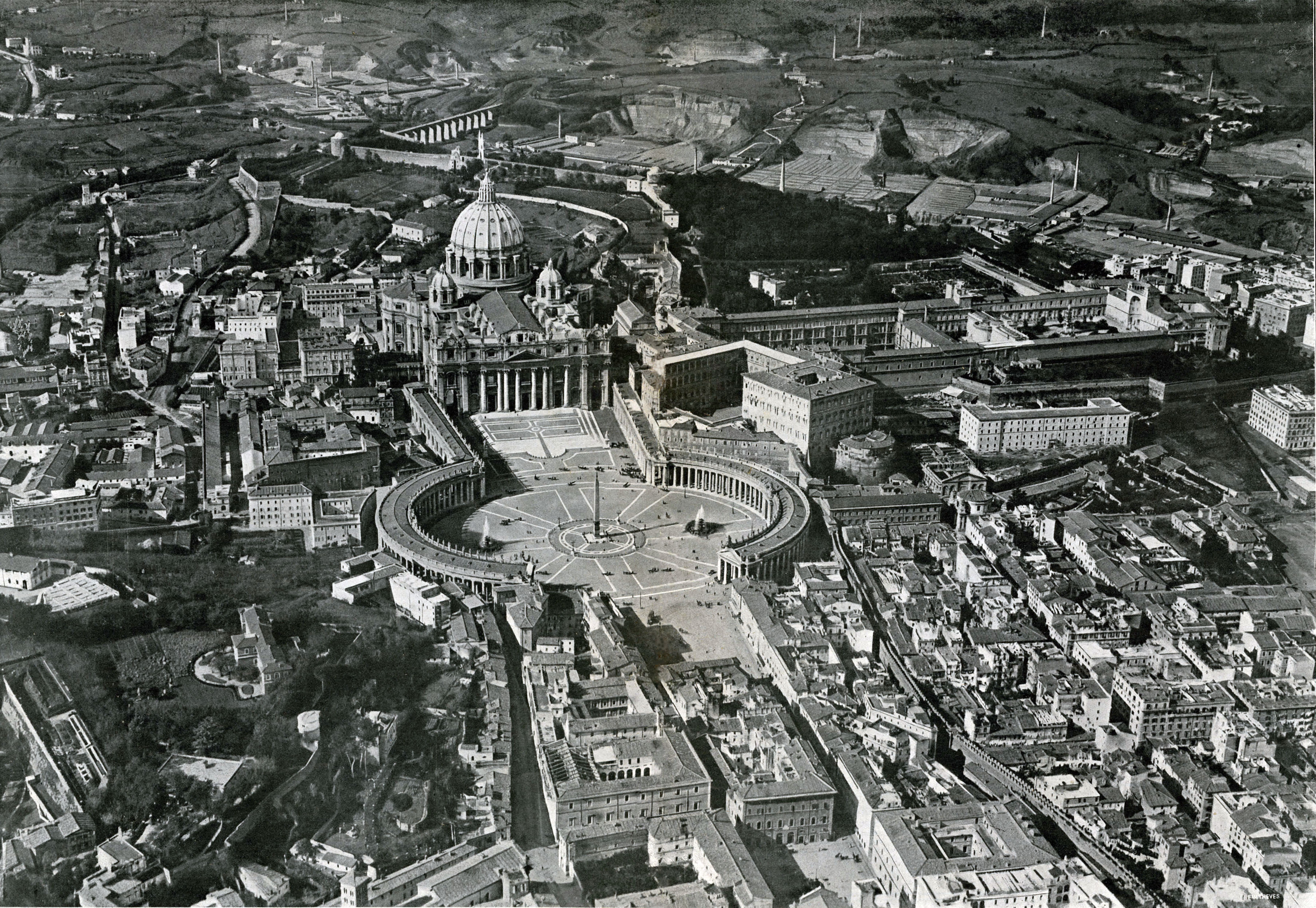
L'area della Città del Vaticano in una foto aerea dal dirigibile 1922

#### Le colonne
La grandezza dei fusti delle colonne rese necessario la loro realizzazione a rocchi sovrapposti, precisamente di blocchi cilindrici alternati a blocchi semicilindrici accoppiati, la cui dimensione massima venne ottimizzata per consentire un facile trasporto dalle cave e  rendere più celere la costruzione..
La forma complessa rendeva difficile l'allineamento delle colonne e la conformazione dell'ordine. Anche le basi devono essere deformate sull'arco di cerchio, così come i capitelli se fossero stati utilizzati lo ionico o il corinzio. Quello dorico è pertanto l'ordine più adatto alla geometria della piazza, utilizzato semplificando la trabeazione, senza metope né triglifi così come proposto nel trattato del Vignola.
L'ordine dorico era comunque considerato un ordine eroico adatto alla figura di san Pietro (vedi il martyrium del Tempietto di San Pietro in Montorio a Roma, del Bramante).
In realtà il grande ordine continuo della piazza è dorico nei sostegni verticali – colonne, pilastri e lesene – e più o meno ionico (privo di triglifi) nella trabeazione: così del resto era usato spesso per marcare volumi curvilinei, com'è – per esempio – la trabeazione del primo piano del Colosseo. Relativamente basso ed estremamente austero, il dorico forniva un contrasto semplice e poco attraente ("contrapposto" era la parola di Bernini), che avrebbe ingrandito l'altezza della facciata e aumentato la magnificenza dell'ordine corinzio della facciata.
La giacitura curva implica però l'espediente di aumentare gradualmente il diametro delle colonne dalla prima alla quarta fila per compensare l'aumento dell'intercolumnio. Ciò comporta che le proporzioni delle slanciate colonne e degli intercolumni sul lato interno della piazza sono vicine a quelle del corinzio, mentre all'esterno – più massicce – sono compatibili col dorico; lo scarto proporzionale sarebbe risultato evidente soprattutto nei triglifi, che vengono soppressi anche per questo motivo.

#### Il «terzo braccio»

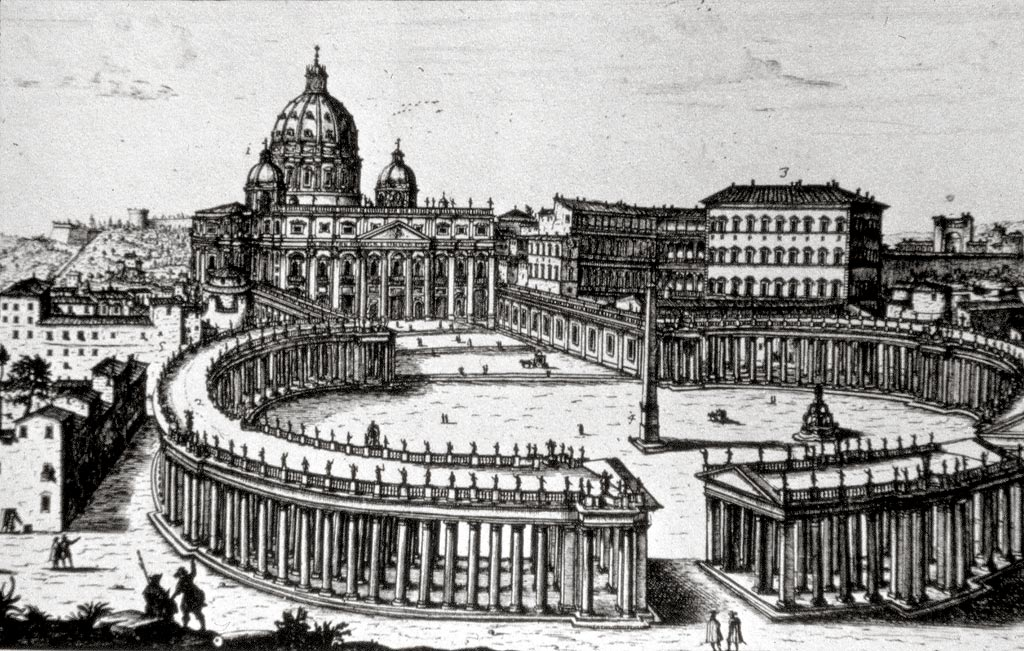
La piazza con il terzo braccio, Giovanni Battista Falda, 1665 circa

Un tema controverso (e delicatissimo) è la saldatura fra il nuovo scenario aulico e il paesaggio urbano preesistente. Bernini ipotizza allora un «terzo braccio» centrale del colonnato, distanziato dai laterali quanto basta per non invadere il canale visivo fra Borgo Nuovo e il portone di bronzo.
Prima segue la forma ovata della piazza (rendendone più netta la percezione), poi approda a una versione rettilinea, che più tardi vorrebbe anche arretrare verso il borgo. Ma la Congregazione, pur decidendo l'abbattimento dell'ultimo isolato di Borgo Nuovo, rimanda al futuro ogni spesa edilizia. Poco dopo, con la morte di Alessandro VII, tramonta l'eventualità di queste aggiunte. La mediazione tra la scala del monumento bramantesco e la scala minuta della città moderna non viene più separata nettamente da altri corpi edilizi.
Lo scenario della piazza è presentato obliquamente anche nella maggior parte delle incisioni e delle fotografie antiche. È questa coscienza connaturata con la città che ha scongiurato per lungo tempo l'esecuzione dei tanti progetti per la demolizione della «spina dei borghi» (l'area compresa tra Borgo S. Spirito e Borgo S. Angelo, dove adesso si trova Via della Conciliazione); ancora nel 1882 il consiglio comunale di Roma delibera di sospendere, per questa parte, l'esecuzione del piano regolatore del 1881 «anche per ragioni di estetica, essendo a dubitarsi che quella demolizione possa nuocere all'effetto della piazza di san Pietro».

#### Risoluzione dei problemi
«L'abilità dell'Architetto si conosce principalmente in convertir i difetti del luogo in bellezza».
Bernini impostò il suo progetto su tutti i vincoli che i secoli precedenti – e i papi e gli architetti – gli avevano trasmesso e imposto. Solo a San Pietro ha modo di lavorare abbastanza a lungo, in fasi successive e correggendo se stesso, su un unico contesto. Riesce così a riordinare un intero pezzo di città. Ci sono anomalie, simmetrie soltanto apparenti, soluzioni insolite, accomodamenti dissimulati e bruschi raccordi francamente accettati, adattamenti ai vincoli imposti dagli elementi preesistenti e artifici per mascherare la loro irregolarità.
Bernini non considera le proporzioni un valore assoluto ma una variabile dipendente da un più ampio contesto.

#### Interventi sulla facciata del Maderno
Il prospetto della basilica era troppo sviluppato in orizzontale, basso e largo: una facciata definita da Bernini «quatta», povera di articolazione in profondità. Durante i lavori di realizzazione della piazza necessitava anch'essa di essere modificata, senza però rialzarla per non limitare ulteriormente la visuale della cupola.
La gradinata esistente davanti alla chiesa, larga quanto l'intera facciata, venne demolita per essere sostituita da una nuova scalinata limitata solo alla parte centrale, lasciando libere le due ali, costruite come basi dei due campanili, Bernini inoltre scava il terreno sottostante e abbassa il nuovo piano di calpestio fino a dove lo consentono le fondazioni delle due appendici, avvicinandolo per quanto possibile al livello del piano su cui poggia la base dell'obelisco, limitando in questo modo la pendenza della piazza. Infatti l'originale dislivello tra i piani di spiccato della facciata e dell'obelisco venne ridotto a solo sei metri (che con i 200 metri di distanza dall'obelisco fa una pendenza del 3%, e dunque pavimentazione continua senza gradonature e corretta raccolta delle acque piovane). Ai lati della nuova scalinata è possibile realizzare due passaggi percorribili anche dalle carrozze.
Sulla facciata, nella parte rimasta scoperta al di sotto dell'ordine, replica la stessa zoccolatura che c'era già nelle parti absidali della chiesa. In questo modo la nuova scala sembra qualcosa di aggiunto, di anteposto, migliorando le proporzioni del prospetto.

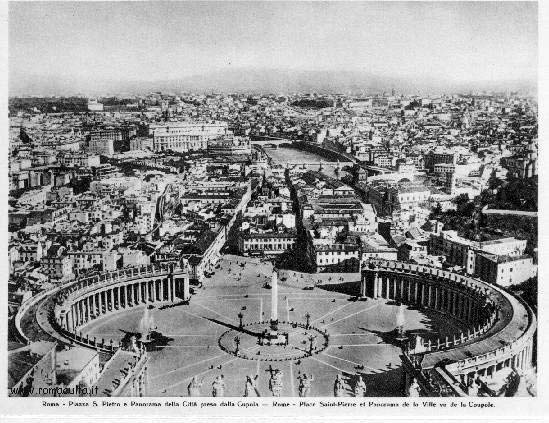
Il rione Borgo prima della costruzione di Via della Conciliazione

### Via della Conciliazione (1936–1950)
Nel 1936 l'area fu interessata da un intervento urbanistico approvato dallo stesso Mussolini che cancellò definitivamente l'antico asse di via Alessandrina e tracciò una strada, via della Conciliazione, perfettamente in asse con la piazza e la basilica.

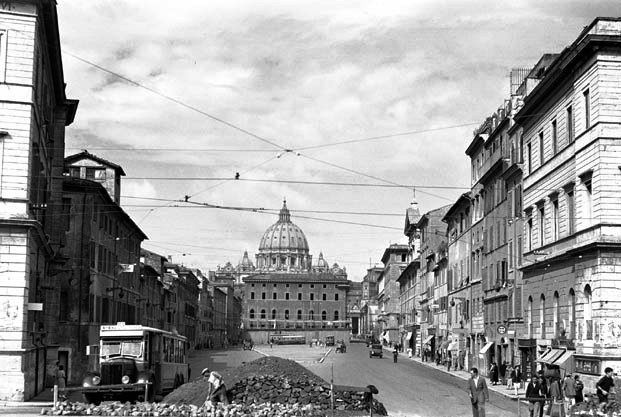
Un momento della costruzione della via nel 1937: si noti l'ultimo palazzo che copriva la piazza prima della fine degli abbattimenti

Il proposito generico di "fare largo" alle spalle del «terzo braccio» berniniano trova credito nella letteratura fino al XX secolo, facendo sopravvivere la voce che Bernini stesso avesse pensato ad una strada assiale alle spalle del «terzo braccio».
L'intervento di Piacentini e Spaccarelli fu eseguito dal 1936 al 1950 e portò alla demolizione di palazzi e chiese del Borgo opera – tra gli altri – di Bramante (Palazzo Caprini), Peruzzi, Antonio da Sangallo il Giovane (Palazzo delle Prigioni), Maderno (Palazzo Rusticucci), Raffaello (Palazzo Jacopo da Brescia).
Alla loro distruzione è seguita la ricostruzione dei fronti stradali con palazzi «armonizzati» a quelli antichi, e in certi casi ribattezzati con gli stessi nomi, reimpiegando in alcuni casi portali e membrature ricavate dalle demolizioni. Molte altre parti decorative (contorni di porte e finestre, stemmi, sculture, colonne, trabeazioni, ecc.) furono immagazzinate nei depositi comunali e al Museo di Roma. Un certo numero di manufatti interi, come le fontane, sono stati trasportati in altri luoghi.

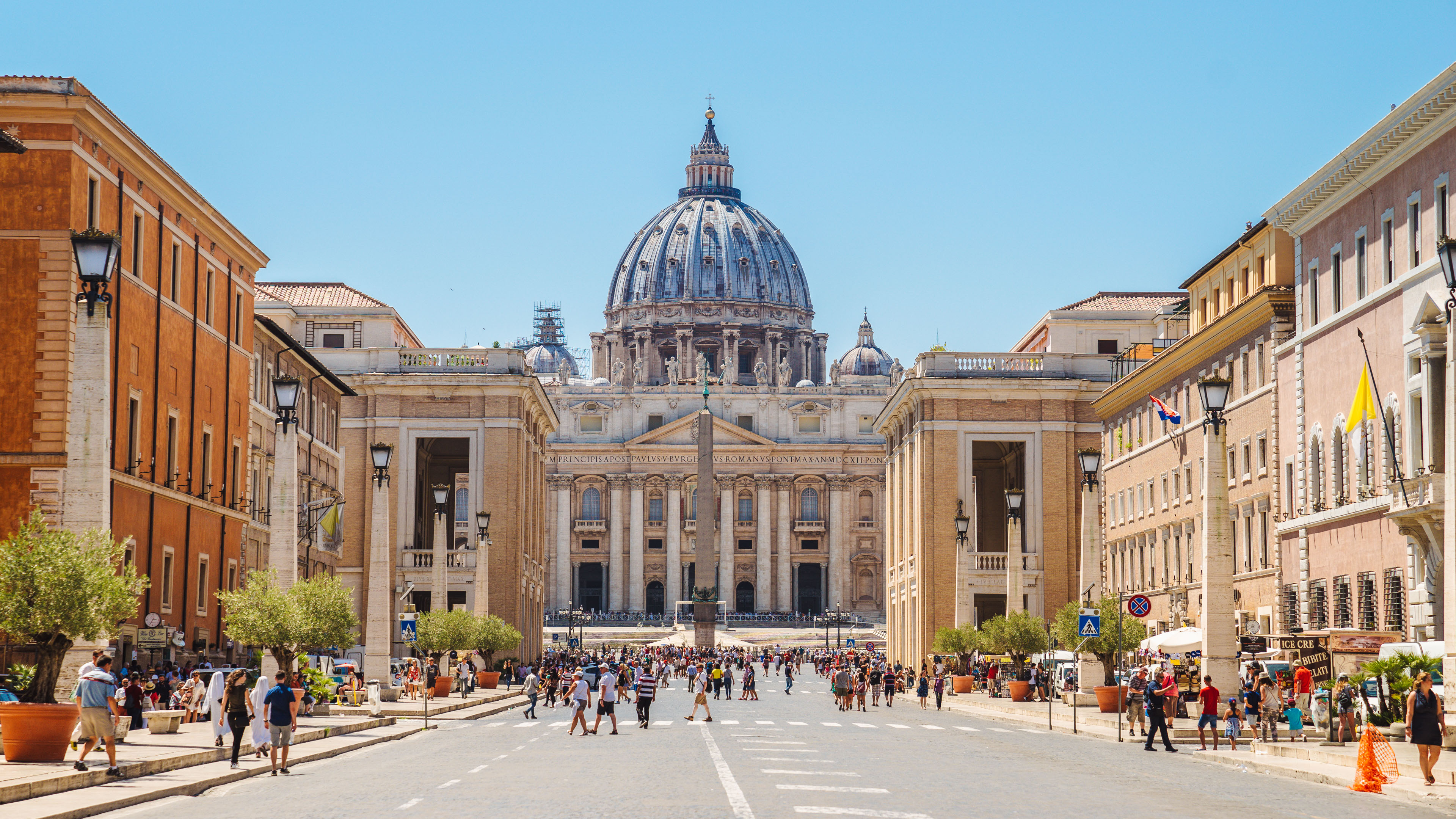
La basilica vista da via della Conciliazione

Anche la piazza Rusticucci asimmetrica è stata sostituita da una piazza simmetrica, piazza Pio XII, che ripete la forma e l'orientamento della piazza trapezia davanti alla facciata della basilica.

## La vita nella piazza

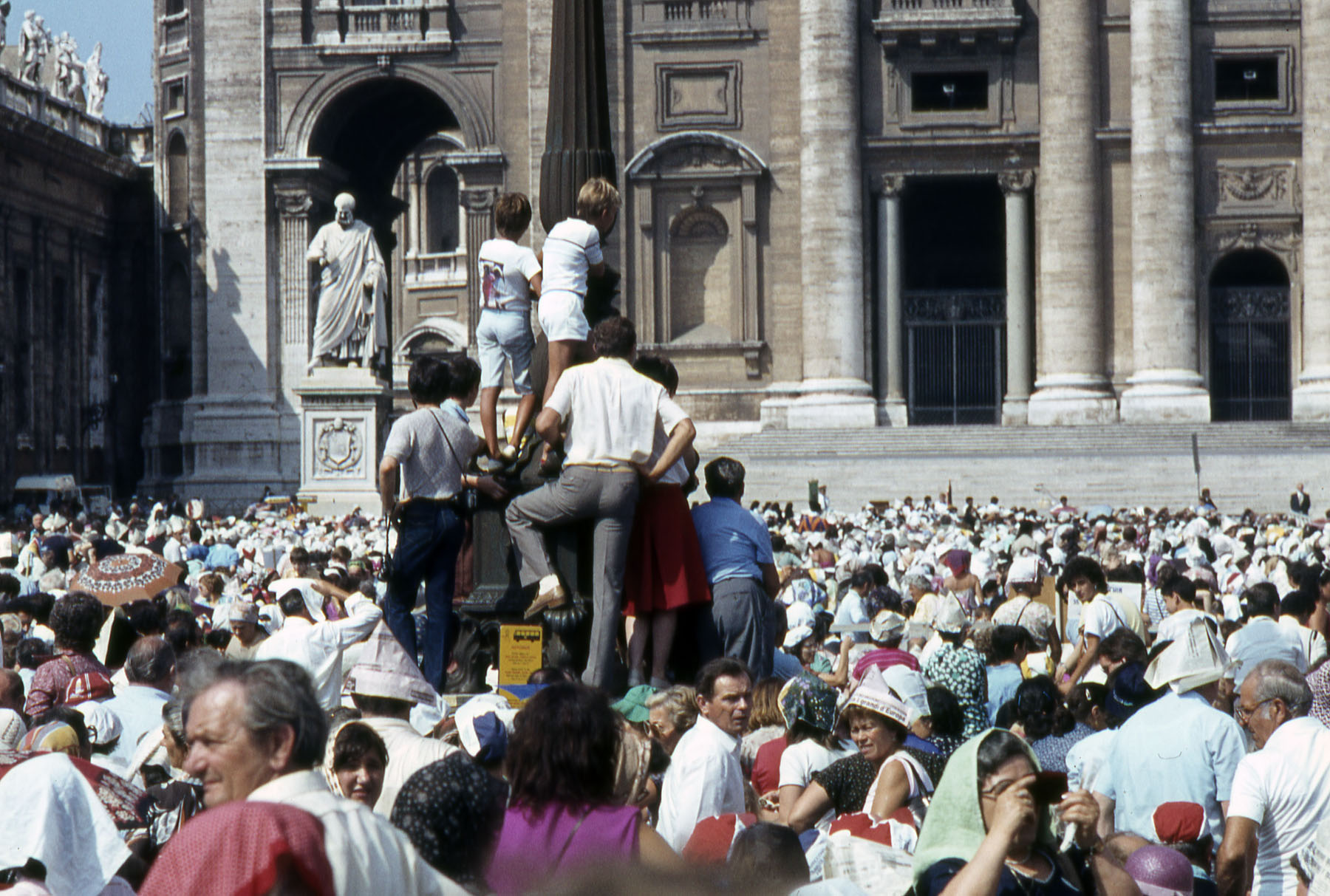
Celebrazione liturgica papale (1983)

Essa è la piazza più vicina, in un certo senso, al cuore del cattolicesimo; il grande colonnato ovale è sempre stato considerato la figura di due grandi braccia che avvolgono maternamente i fedeli.
I visitatori della basilica di San Pietro, siano pellegrini con devozione o siano turisti con interesse culturale, da tutto il mondo e di tutte le razze e le lingue, qui cominciano sempre dall'ammirare e godere l'ampiezza e l'armonia dello spazio e delle forme, lo slancio dell'obelisco fiorito di mille leggende, lo scroscio delle due copiose fontane, avvolti dal cielo di Roma che "è bello sempre, e non solo quando è bello come quello di Lombardia" (diceva Manzoni).
Data la sempre maggiore affluenza, la piazza è diventata la sede abituale di grandi cerimonie liturgiche presiedute dal papa, come la solenne messa di inaugurazione del Pontificato (che ha sostituito l'Incoronazione), la messa della Domenica delle Palme, quella di Pasqua con il messaggio e la Benedizione Urbi et Orbi (questi ultimi due si tengono anche a Natale), le canonizzazioni, le udienze generali (solo nella bella stagione), e molte altre cerimonie ed eventi presieduti dal Pontefice, oltre che alle esequie di quest'ultimo, come avvenne nel 2005 per Giovanni Paolo II, di fronte ad un'immensa folla, giunta nei giorni precedenti a Roma per rendere omaggio al defunto Pontefice.
È diventato abituale l'appuntamento dell'Angelus Domini, la domenica alle 12:00, quando il papa si affaccia dalla finestra del suo studio, saluta la folla radunata, fa un breve discorso, recita la preghiera dell'Angelus ed impartisce la benedizione.

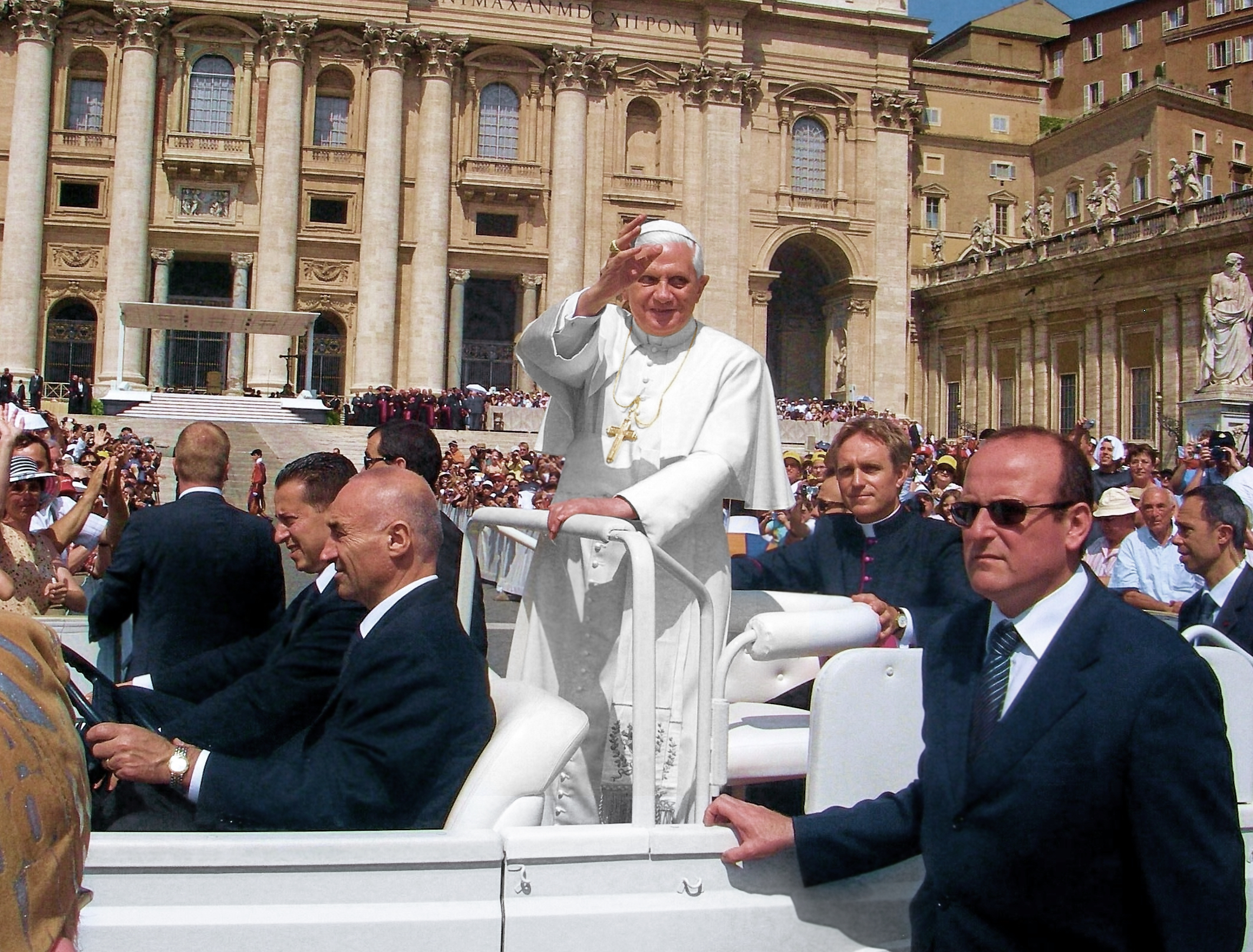
Benedetto XVI in piazza San Pietro in occasione di un'udienza generale

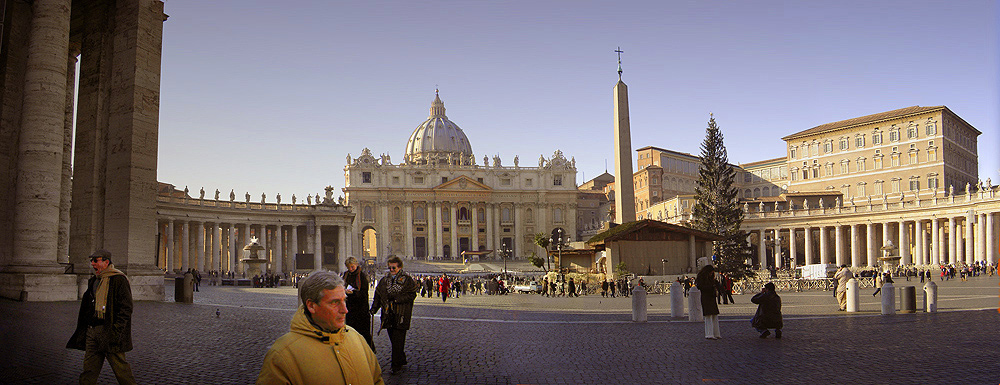
La piazza in occasione del Natale

Essendo un palcoscenico d'immenso prestigio mondiale, per evitarne la perenne occupazione abusiva in essa sono proibite tutte le manifestazioni pubbliche diverse da quelle religiose. Durante la seconda guerra mondiale, i soldati tedeschi occupanti Roma ne presidiavano il perimetro, senza potervi entrare. Il 13 maggio 1981, durante un'udienza pubblica, papa Giovanni Paolo II fu ferito da un colpo di pistola di un attentatore, che fu arrestato dalla polizia italiana.

### L'albero natalizio di Piazza San Pietro
Durante il periodo natalizio viene eretto al centro di piazza San Pietro, proprio di fronte alla Basilica, un grande albero natalizio.
La tradizione di installare un albero natalizio in onore della festività è pratica relativamente recente, iniziata nel 1982 sotto il pontificato di Giovanni Paolo II. Il primo albero pervenne dal suolo italiano; da quel momento in poi, donare l'albero di Natale per Piazza San Pietro è divenuto un onore, ed il Vaticano accetta in dono l'albero, ogni anno proveniente da una regione europea differente.
Di fianco all'albero natalizio sono poi installate 70 statue, che vogliono rappresentare scene della Natività.

## Le forze di polizia nella piazza
La piazza, pur facendo parte del territorio della Città del Vaticano, è controllata dalle forze di polizia italiane che ne hanno il controllo fino alla scalinata della Basilica di San Pietro, come recita infatti l'Art. 3 del Trattato, Patti Lateranensi, dell'11 febbraio 1929:
L’Italia riconosce alla Santa Sede la piena proprietà e la esclusiva ed assoluta potestà e giurisdizione sovrana sul Vaticano, com’è attualmente costituito, con tutte le sue pertinenze e dotazioni, creandosi per tal modo la Città del Vaticano per gli speciali fini e con le modalità di cui al presente Trattato. I confini di detta Città sono indicati nella Pianta che costituisce l’Allegato I° del presente Trattato, del quale forma parte integrante.
Resta peraltro inteso che la piazza di San Pietro, pur facendo parte della Città del Vaticano, continuerà ad essere normalmente aperta al pubblico e soggetta ai poteri di polizia delle autorità italiane; le quali si arresteranno ai piedi della scalinata della Basilica, sebbene questa continui ad essere destinata al culto pubblico, e si asterranno perciò dal montare ed accedere alla detta Basilica, salvo che siano invitate ad intervenire dall’autorità competente.
Quando la Santa Sede, in vista di particolari funzioni, credesse di sottrarre temporaneamente la piazza di San Pietro al libero transito del pubblico, le autorità italiane, a meno che non fossero invitate dall’autorità competente a rimanere, si ritireranno al di là delle linee esterne del colonnato berniniano e del loro prolungamento.»
Tuttora le forze di polizia italiane presenti nella piazza sono:
- Ispettorato di pubblica sicurezza "Vaticano", con sede a via del Mascherino 12, nel rione Borgo;
- Carabinieri, dipendenti dalla Stazione carabinieri San Pietro, con sede in via del Crocifisso 46;
- Polizia Roma Capitale, i vigili urbani del comune di Roma Capitale, dipendente dal Gruppo XVII Municipio, con sede in via del Falco 6, nel rione Borgo.

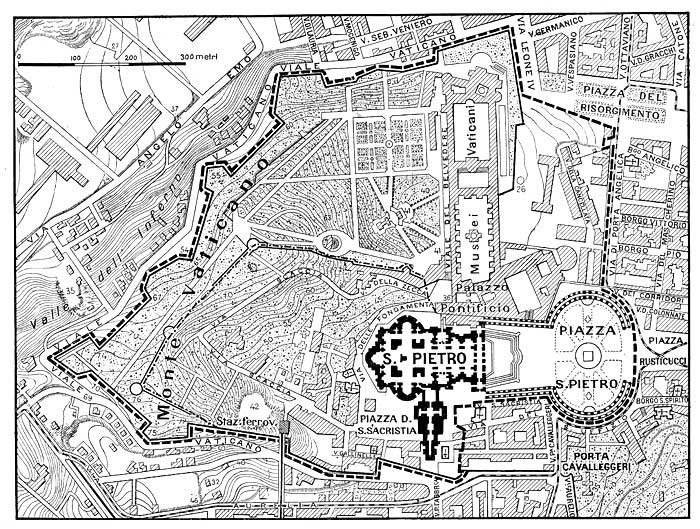
Mappa della Città del Vaticano nel 1929.

## Trasporti
|  | È raggiungibile dalla stazione di Roma San Pietro. |